# Malcolm Guthrie
Malcolm Guthrie (ur. 10 lutego 1903 w Hove, zm. 22 listopada 1972) – brytyjski językoznawca, znany przede wszystkich ze swojej klasyfikacji języków bantu, która – chociaż krytykowana – wciąż jest najczęściej stosowaną klasyfikacją języków tej rodziny.
Głównym dziełem Malcolma Guthriego jest czterotomowa praca Comparative Bantu, w której przedstawione jest nie tylko porównanie i klasyfikacja języków bantu, ale też podjęta została próba rekonstrukcji ich prajęzyka (tzw. języka protobantu) na podstawie 28 „języków testowych” tej rodziny. Dokonana przez Guthriego rekonstrukcja języka protobantu jest jednak bardzo dyskusyjna i odrzucana przez większość współczesnych językoznawców.